# Sugar Bush Knolls (Ohio)
Pour les articles homonymes, voir Sugar Bush Knolls.
Sugar Bush Knolls est un village américain situé dans le comté de Portage, dans l'Ohio. Selon le recensement de 2010, sa population est de 177 habitants.